# Chromebook

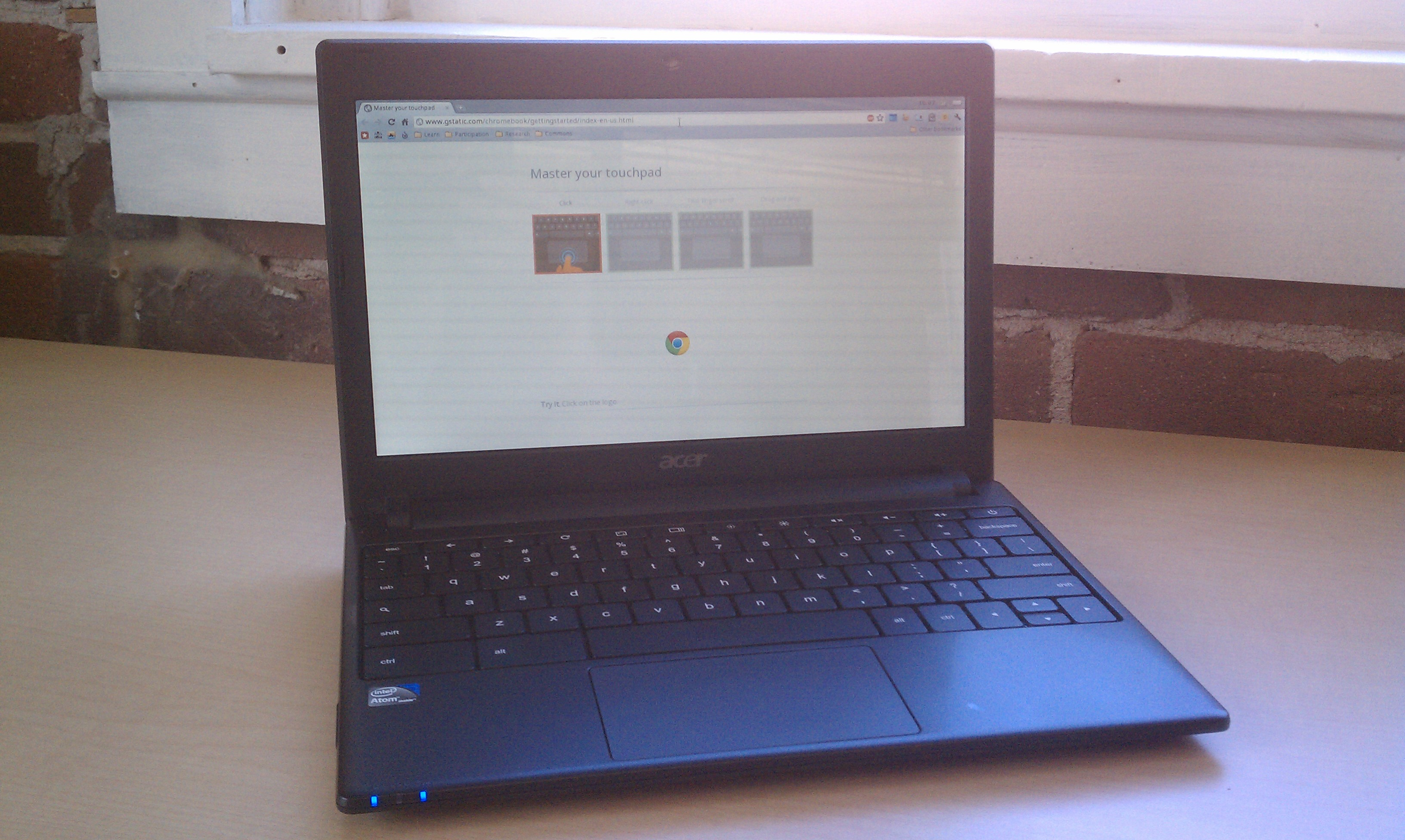
Een Chromebook van Acer

Een Chromebook is een laptop- of tabletcomputer die ChromeOS als besturingssysteem gebruikt.
De eerste Chromebooks, van Acer en Samsung, kwamen beschikbaar in juni 2011. Begin 2013 kwamen ook Lenovo en HP met Chromebooks op de markt. Chromebooks maken gebruik van Intel Atom-, Intel Celeron- en ARM-processors, beschikken over 2 of 4 gigabyte werkgeheugen en 16 gigabyte SSD-geheugen of een normale harde schijf. Inmiddels zijn er meerdere bekende merken die Chromebooks aanbieden, zoals Dell en Asus.
In maart 2018 introduceerde Acer de eerste Chromebook-tablet: de Chromebook Tab 10. Dit apparaat zou concurreren met de markt voor Apple iPad-tablets met korting voor de onderwijsmarkt. Het beeldscherm van de Tab 10 (9,7-inch, resolutie 2048×1536) is identiek aan dat van de iPad. Het apparaat bevat een stylus. Geen van beide apparaten bevat een toetsenbord.

## Modellen
| Generatie | Fabrikant | Model               | Beschikbaarheid | Processor                                    | Accutijd    | Geheugen       | Opslag             | Schermgrootte        | Gewicht    | Basisprijs                                              | Productieland                       | Referenties         |
| --------- | --------- | ------------------- | --------------- | -------------------------------------------- | ----------- | -------------- | ------------------ | -------------------- | ---------- | ------------------------------------------------------- | ----------------------------------- | ------------------- |
| Prototype | Google    | Cr-48               | December 2010   | 1,66 GHz, Intel Atom N455                    | 9 uur       | 2 GB DDR3      | 16 GB SSD          | 12,1 inch (30,7 cm)  | 1,7 kg     | Geen retailverkoop                                      | China                               | [ 1 ] [ 2 ] [ 3 ]   |
| 1         | Samsung   | Series 5 XE500C21   | Juni 2011       | 1,66 GHz, Intel Atom N570                    | 6,5 uur     | 2 GB DDR3      | 16 GB SSD          | 12,1 inch (30,7 cm)  | 1,4–1,5 kg | $ 349,99 wifi $ 449,99 3G                               | China                               | [ 5 ]               |
| 1         | Acer      | AC700               | Juli 2012       | 1,66 GHz, Intel Atom N570                    | 6 uur       | 2 GB DDR3      | 16 GB SSD          | 11,6 inch (29,4 cm)  | 1,4 kg     | $ 299,99 wifi $ 399,99 3G                               | China                               | [ 6 ] [ 7 ]         |
| 2         | Samsung   | Series 5 XE550C22   | Mei 2012        | 1,3 GHz, Intel Celeron 867                   | 6 uur       | 4 GB DDR3      | 16 GB SSD          | 12,1 inch (30,7 cm)  | 1,5 kg     | $ 449,99 wifi $ 549,99 3G                               | China                               | [ 9 ] [ 10 ] [ 11 ] |
| 3         | Samsung   | Series 3 XE303C12   | Oktober 2012    | 1,7 GHz, Samsung Exynos 5 Dual               | 6,5 uur     | 2 GB DDR3      | 16 GB SSD          | 11,6 inch (29,4 cm)  | 1,1 kg     | $ 249,99 wifi $ 329,99 3G                               | China                               | [ 13 ] [ 14 ]       |
| 3         | Acer      | C7                  | November 2012   | 1,1 GHz, Intel Celeron 847                   | 4 / 6,5 uur | 2/4 GB DDR3    | 320 GB hardeschijf | 11,6 inch (29,4 cm)  | 1,4 kg     | $ 199,99 wifi / $ 279 4GB versie                        |                                     | [ 16 ]              |
| 3         | Lenovo    | X131e               | Februari 2013   | Intel Celeron-processor                      | 6,5 uur     | Nog te bepalen | 16 GB SSD          | 11,6 inch (29,4 cm)  | 1,8 kg     | $ 429 met dualband-wifi (802.11 a/b/g/n) en ethernet    | Nog onbekend (waarschijnlijk China) | [ 17 ]              |
| 3         | HP        | Chromebook Pavilion | Februari 2013   | 1,1 GHz, dual-core-Intel Celeron 847         | 4,25 uur    | 2 GB DDR3      | 16 GB SSD          | 14 inch (35,5 cm)    | 1,8 kg     | $ 329,99 met dualband-wifi (802.11 a/b/g/n) en ethernet | Nog onbekend                        | [ 18 ]              |
| 3         | Google    | Chromebook Pixel    | Februari 2013   | Intel Core i5-processor (dual-core, 1,8 GHz) | 5 uur       | 4 GB DDR3      | 32/64 GB SSD       | 12,85 inch (32,6 cm) | 1,52 kg    | $ 1299,- met dualband-wifi (802.11 a/b/g/n) en ethernet | Nog onbekend                        | [ 18 ]              |
| 3         | Acer      | C7                  | September 2013  | 1,5 GHz, Intel Celeron 1007U                 | 7 uur       | 4 GB DDR3      | 16 GB SSD          | 11,6 cm (29,4 cm)    | 1,4 kg     | € 299,-                                                 |                                     | [ 16 ]              |

### Chromebox
Chromeboxes zijn de desktopvariant van Chromebooks. Een Chromebox is feitelijk hetzelfde als een compacte Mini-PC die is voorzien van het Google Chrome besturingssysteem. Een Chromebox wordt zonder accessoires geleverd. Een Chromebox heeft een apart toetsenbord en muis nodig, evenals een beeldscherm en de benodigde kabels. Samsung heeft de eerste Chromebox uitgegeven.
| Fabrikant | Model                   | Beschikbaarheid | Processor                                      | RAM     | Opslag        | Formaat      | Gewicht | Basisprijs | Productieland | Referenties   |
| --------- | ----------------------- | --------------- | ---------------------------------------------- | ------- | ------------- | ------------ | ------- | ---------- | ------------- | ------------- |
| Samsung   | Series 3 XE300M22-A01US | Mei 2012        | 1,9 GHz, dual-core-Intel Celeron B840          | 4 GB    | 16 GB SSD     | 3,3×19×19 cm | 1,20 kg | $ 329,99   | China         | [ 20 ] [ 21 ] |
| Samsung   | Series 3 XE300M22-A02US | Nog onbekend    | 2,5 GHz, Intel Core i5-2450M                   | 4 GB    | 16 GB SSD     | 3,3×19×19 cm | 2,60 kg | $ 499,99   | China         | [ 22 ]        |
| Acer      | Chromebox CXi4          | 2021            | Intel Celeron, Intel Core i3, i5 of i7         | 4-16 GB | 32-256 GB SSD | 4x15x15 cm   | 0,61 kg | € 300-800  | -             | [ 17 ] [ 23 ] |
| Asus      | Chromebox 4             | 2021            | Intel Celeron, Intel Core i3, i5 of i7         | 4-16 GB | 32-256 GB     | 4x15x15 cm   | 1,00 kg | € 250-950  | -             | [ 24 ]        |
| HP        | Chomebox G3             | 2021            | Intel Celeron, Pentium Gold, Core i3, i5 of i7 | 4-16 GB | 32-128 GB     | 4x15x15 cm   | 0,60 kg | € 250-950  | -             | [ 25 ]        |